# NGC 327
NGC 327 je galaksija u zviježđu Kit.

## Vanjske poveznice
- SEDS: NGC 327